# Авторитаризъм
Авторитаризмът е форма на държавно управление, налагаща сериозни ограничения върху свободата на членовете на обществото и подчинение на една, често неизменна авторитарна структура, като понякога използва потиснически мерки върху населението, обикновено без да прави опит за спечелването на действително обществено съгласие, но налагайки управление чрез насилие или определена форма на пропаганда.
При авторитарно управление гражданите са зависими от властта в много области от живота, включително и правото им на свободен избор относно политическите си възгледи. Все пак има различни степени на авторитаризъм, като някои демократични управления могат да имат само тенденции към авторитаризъм, а в най-крайната си форма авторитаризмът се изразява в диктаторски управления като фашизма и други.

## Характеристики
Авторитаризмът се характеризира с високо концентрирана и централизирана власт, поддържана чрез политическа репресия и изключването на политическа опозиция и съревнование. Авторитаризмът използва политически партии и масови организации, за да мобилизира хора около целите на режима.
Авторитаризмът възприема случайното правораздаване, а не върховенството на закона, често включва електорални измами, политически решения взети от избрана група от политици, но при затворени врати, бюрокрация, която понякога действа независимо от правилата, и която така не успява реално да изпълни своите длъжностни задължения. При авторитаризма има тенденцията водачеството да е „самоназначено, а ако е избрано, не може да бъде заменено от гражданския свободен избор сред съревноваващи се [политически партии и идеи]“, налице е ощетяване на граждански свободи и много ниска толерантност към смислена опозиция.

## Авторитаризъм и идеология
Често авторитаризмът възниква от презумпцията на държавните органи, че те знаят кое е правилно и кое е грешно за страната, както и от нетърпимостта към опозицията. Тогава правителството налага това, което смята за правилно, често с помощта на силови методи. Гласовете на несъгласните се игнорират или те дори се обявяват за врагове, действащи срещу интересите на страната. Такъв например е случаят през така наречения Период на терора във Франция или в Испания под управлението на Франсиско Франко.
Все пак, авторитаризмът може да съществува и без специална идеология или идеал за общо добро. Такъв е случаят при диктатурите, където върховният властимащ задържа лостовете на управление, зарадите самите привилегии и облаги свързани с властта, а не заради вярването, че той прокарва правилната политика.
Авторитаризмът се отличава от тоталитаризма, както по степен, така и по обхват, като тоталитаризмът е крайна версия на авторитаризма. Авторитарната администрация или правителство е по-малко натрапчиво и невинаги се поддържа чрез използването на сила. Например, Римокатолическата църква може да бъде определена като авторитарна, въпреки че в днешно време не използва сила за налагането на своите укази и не е тоталитарно формирование.
Обикновено лидерството (правителството) при авторитарно управление е в ръцете на елитарна група, използваща репресивни методи, за да остане на власт. Обаче, за разлика от тоталитаризма, отсъства желание или идеологическо оправдание държавата да контролира всички аспекти на човешкия живот и държавата обикновено няма да обърне внимание на действията на индивид от обществото, стига те да не я предизвикват или заплашват. Тоталитарните правителства имат склонност към революцията, стремят се към смяна на основната структура на обществения ред, докато авторитарните правителства имат консервативни склонности.
Отличителната черта между авторитаризма и тоталитаризма изиграва решителна роля в Доктрината Къркпатрик, която постановява, че Съединените щати могат да работят с авторитарни държави, нарушаващи човешките права, защото те са по-способни на фундаментални реформи и по-малко опасни от тоталитарните страни.
Пол С. Сондрол, професор в Университета на Колорадо в Колорадо Спрингс, изследва характеристиките на тоталитарните диктатори и авторитарните диктатори. Таблицата по-долу обобщава неговите констатации.
|                      | Тоталитаризъм              | Авторитаризъм                                   |
| -------------------- | -------------------------- | ----------------------------------------------- |
| Харизма              | Високо ниво                | Ниско ниво                                      |
| Ролеви дизайн        | Ръководителят като функция | Ръководителят като индивидуални качества        |
| Собственост          | Обществена                 | Частна                                          |
| Корупция             | Ниско ниво                 | Високо ниво                                     |
| Официална идеология  | Да                         | Не                                              |
| Ограничен плурализъм | Не                         | Да                                              |
| Култ към личността   | Да                         | Не толкова директно като при тоталитарния режим |
| Легитимност          | Да                         | Не                                              |

## Действия на авторитарни правителства
Авторитаризмът има различни степени, както и разновидност от възможни авторитарни методи на поведение. Авторитаризмът може да съществува под различни управления:
- Абсолютните монархии са почти винаги авторитарни. Например, критикуването на кралското правителство на Франция при стария режим е можело да бъде причина за пращането на писатели в затвора с изпълнителна заповед (известна като a lettre de cachet).
- Диктатурата е винаги авторитарна (но може да е и тоталитарна).
- Демократичните страни обикновено не са авторитарни, но могат да покажат авторитарно поведение в някои аспекти, както и да станат авторитарни с помощта на демократични средства (избори).

Като пример за последния случай, днешните демокрации често налагали закони, които в днешно време ще се считат за злоупотребяващи и авторитарни. За илюстрация, страни като Съединените щати и Великобритания преди това прилагат закони против хомосексуализма и търговията с алкохол, налагащи в личния живот религиозни вярвания и други ценности, приети за общовалидни.
Авторитарни режими обикновено предоставят големи привилегии на специалните служби, като в крайни случаи това води до така наречените полицейски държави. Законите често могат да не бъдат нарушавани или променяни, ако това е в полза на правителството. В екстремни случаи това поведение стига до държавен тероризъм и престъпления срещу човечеството.
Авторитарните правителства по принцип, макар и невинаги, са склонни към корупция. Една от причината е, че при подобни режими да се критикува корупционното поведение е безсмислено, тъй като служебните лица ще си останат на същата длъжност, в по-лошия случай, може и да е рисковано за недоволстващия. Пример от наши дни на подобна ситуация е Китайската Народна Република.

## Икономически аргументи на авторитаризма
Едно спорно вярване, особено в Азия е, че за авторитарните режими е по-вероятно да постигнат икономически успех, отколкото за демократичните страни. Примери, които да защитят тази теза са Южна Корея, Сингапур, Малайзия и Тайван, които по времето на растеж са били считани за авторитарни. Това схващане на свързан с растежа авторитаризъм е главно оправдание за управлението на Китайската комунистическа партия в Китай.
Контрааргумент за превъзходството на авторитаризма е, че има много страни с такова управление, които не са отчели рязък икономически растеж, Филипините и Индонезия например. В Европа Испания под режима на Франсиско Франко, въпреки че е консервативно-авторитарен е с по-бавно развиваща се икономика от съседите си като Франция, която е пострадала повече от последствията на Втората световна война. Подобно сравнение може да се направи между икономиката на България, която въобще не е пострадала от Втората световна война, а след 70-те години е управлявана от режим на ръба между тоталитаризма и авторитаризма и тази на съседна Гърция, която след 70-те години на 20 век е демократична държава, и същевременно е една от тежко засегнатите от войната държави.

## Политически аргументи за авторитаризма
Авторитарните режими почти винаги се налагат като защитна реакция срещу вътрешна или външна заплаха за установения политически строй. Те винаги се оправдават с необходимостта за защита на висши политически и философски ценности, заради които могат да бъдат пожертвани демократичните свободи – териториална цялост, етническо равновесие, класова справедливост, лична и колективна сигурност (заплаха от тероризъм), исторически права върху територия и др.
Още в Древния Рим политическото управление се е трансформирало в авторитарно в случаи на война и заплаха срещу държавата, но поне в началото са съществували механизми за възстановяване на демократичното управление след ликвидирането на опасностите.
Желю Желев в книгата си „Фашизмът“ обосновава авторитаризма като необходимо стъпало в прехода от тоталитаризъм към демокрация.